# Phoradendron ovalifolium
Phoradendron ovalifolium är en sandelträdsväxtart som beskrevs av Ignatz Urban. Phoradendron ovalifolium ingår i släktet Phoradendron och familjen sandelträdsväxter. Inga underarter finns listade i Catalogue of Life.